# 254846 Csontváry
(254846) Csontváry, denumire internațională (254846) Csontvary, este un asteroid din centura principală de asteroizi.

## Descriere
254846 Csontváry este un asteroid din centura principală de asteroizi. A fost descoperit pe 5 septembrie 2005 la Piszkesteto de Krisztián Sárneczky. Asteroidul prezintă o orbită caracterizată de o semiaxă mare de 2,86 ua, o excentricitate de 0,07 și o înclinație de 5,1° în raport cu ecliptica.